# Gemeindeverwaltungsverband Besigheim
Der Gemeindeverwaltungsverband Besigheim ist ein Zusammenschluss von sieben Kommunen im Landkreis Ludwigsburg in Baden-Württemberg. Er übernimmt Aufgaben der gemeinsamen Verwaltung, insbesondere die Flächennutzungsplanung, und fördert die interkommunale Zusammenarbeit.

## Sitz und Mitgliedsgemeinden
Der Verband hat seinen Sitz in Besigheim. Ihm gehören folgende sieben Kommunen an:
- Besigheim
- Freudental
- Gemmrigheim
- Hessigheim
- Löchgau
- Mundelsheim
- Walheim

## Aufgaben
Der Gemeindeverwaltungsverband übernimmt Aufgaben, die über die Zuständigkeit der einzelnen Gemeinden hinausgehen. Zu seinen wichtigsten Aufgaben zählen:
- Aufstellung und Fortschreibung des Flächennutzungsplans
- Koordinierung der regionalen Entwicklungsplanung
- Unterstützung der Mitgliedsgemeinden bei Verwaltungsaufgaben
- Organisation gemeinsamer Einrichtungen und Dienstleistungen

Ziel ist es, die Verwaltung effizienter zu gestalten und Synergien zwischen den Gemeinden zu nutzen.

## Organe
Das Hauptorgan des Verbandes ist die Verbandsversammlung. Sie besteht aus Vertreterinnen und Vertretern der Mitgliedsgemeinden. Die Anzahl der Vertreter richtet sich nach der Einwohnerzahl der jeweiligen Gemeinde.
Den Vorsitz führt der Bürgermeister der Stadt Besigheim.

## Bedeutung
In Zeiten angespannter kommunaler Haushalte gewinnt die interkommunale Zusammenarbeit zunehmend an Bedeutung. Der Gemeindeverwaltungsverband Besigheim trägt durch die Bündelung von Aufgaben und die koordinierte Planung zur nachhaltigen Entwicklung der Region bei.